# Ilganii de Sus
Ilganii de Sus – wieś w Rumunii, w okręgu Tulcza, w gminie Maliuc. W 2011 roku liczyła 52 mieszkańców.